# Disidencia en las Fuerzas Armadas del Imperio del Japón
La disidencia en las Fuerzas Armadas del Imperio del Japón se refiere al disenso dentro de las Fuerzas Armadas del Imperio del Japón desde la fundación del Imperio de Japón en 1868 hasta su derrota en la Segunda Guerra Mundial en 1945.
El 26 de febrero de 1936, un grupo de jóvenes oficiales radicales japoneses del Ejército encabezó un golpe de Estado en Japón.
Entre 1929 y 1942, hubo varios actos de subversión comunista dentro del ejército. Durante la segunda guerra sino-japonesa, cientos de soldados japoneses desertaron a la resistencia china a Japón y se convirtieron en activistas de la resistencia.

## Disidentes notables
- Sakaguchi Kiichiro
- Shigeo Tsutsui